# Бурни, Жан-Пьер
Жан-Пьер Бурни (фр. Jean-Pierre Burny; 12 ноября 1944, Мон-Сен-Гибер) — бельгийский гребец-байдарочник, выступал за сборную Бельгии в конце 1960-х и на всём протяжении 1970-х годов. Участник трёх летних Олимпийских игр, обладатель серебряной и бронзовой медалей чемпионатов мира, победитель многих регат национального и международного значения. Также известен как участник соревнований по гребле на бурной воде, является в этой дисциплине четырёхкратным чемпионом мира.

## Биография
Жан-Пьер Бурни родился 12 ноября 1944 года в коммуне Мон-Сен-Гибер провинции Валлонский Брабант. Увлёкшись греблей на байдарках и каноэ, проходил подготовку в Генте в местном спортивном клубе KCC Gent, а позже состоял в клубе RCNML из города Динан.
Первого серьёзного успеха на взрослом международном уровне добился в сезоне 1968 года, когда попал в основной состав бельгийской национальной сборной и благодаря череде удачных выступлений удостоился права защищать честь страны на летних Олимпийских играх в Мехико. Стартовал здесь в двойках на тысяче метрах вместе с напарником Херманом Нагелсом — не смог квалифицироваться из предварительного раунда, но через утешительный заезд всё же пробился в полуфинал и затем в финал, заняв в решающем заезде итоговое седьмое место (уступил победившему советскому экипажу Александра Шапаренко и Владимира Морозова более шести секунд).
После этой Олимпиады Бурни остался в основном составе сборной и продолжил принимать участие в крупнейших международных регатах. Так, в 1970 году он побывал на чемпионате мира в Копенгагене, откуда привёз награду бронзового достоинства, выигранную в зачёте одиночных байдарок на дистанции 500 метров — лучше него дистанцию преодолели только советский гребец Анатолий Тищенко и поляк Гжегож Следзевский. Год спустя выступил на мировом первенстве в Белграде, где стал серебряным призёром в двойках на пятистах метрах — в финале его обошёл шведский экипаж Ларса Андерссона и Рольфа Петерсона.
Будучи в числе лидеров гребной команды Бельгии, Жан-Пьер Бурни благополучно прошёл квалификацию на Олимпийские игры 1972 года в Мюнхене — на сей раз стартовал в одиночной километровой дисциплине и финишировал в решающем заезде четвёртым позади СССР, Швеции и Венгрии, остановившись в шаге от призовых позиций. Последний раз показал сколько-нибудь значимые результаты на международной арене в сезоне 1976 года, когда отобрался на Олимпийские игры в Монреале — состязался в паре с перешедшим из сборной Нидерландов гребцом Паулюсом Хукстрой среди байдарок-двоек на дистанциях 500 и 1000 метров: в первом случае занял в финале последнее девятое место, тогда как во втором случае был ближе к пьедесталу почёта — финишировал в решающем заезде шестым.
Помимо участия в соревнованиях по гребле на гладкой воде, Бурни на протяжении всей своей спортивной карьеры также регулярно выступал на регатах по гребле на бурной воде. В частности, в этой неолимпийской дисциплине он является четырёхкратным чемпионом мира (1969, 1973, 1975, 1979).